# Oxalil-klorid
Az oxalil-klorid színtelen, levegőn füstölgő folyadék az oxálsavból vezethető le, ha OH-csoportjait klór atomokkal helyettesítjük. A szerves kémiában felhasználják klórozószerként, alkoholokkal, fenolokkal, enolokkal reakcióba víve, oxálsav észtereket állítanak elő belőle. Katalizátor jelenlétében aromás vegyületekkel szubsztitúciós reakcióba lép. Apoláris oldószerekben (benzol, toluol) oldódik, de, ha az oldószer tartalmaz hidroxil-csoportot, az oxalil-klorid reakcióba lép vele, hidrogén-klorid gáz és oxálsav észter képződése közben.

## Kémiai tulajdonságai

### Reakciója vízzel
Ha az oxalil-klorid vízzel érintkezik, azonnal oxálsavra és hidrogén-kloridra hidrolizál.
A folyadék a levegő nedvességtartalmával is reakcióba lép, ezért füstölög.
{\displaystyle \mathrm {\ C_{2}O_{2}Cl_{2}+2\ H_{2}O\rightarrow C_{2}O_{4}H_{2}+2\ HCl} }

### Észterképzés
Az oxalil-klorid a többi savkloridhoz hasonlóan, -OH csoportot tartalmazó szerves vegyülettel észtert képez. Ezek a reakciók viszonylag gyorsan és hevesen lejátszódnak, hidrogén-klorid fejlődése közben. Ez az előállítási módja például a difenil-oxalátnak (Cyalume), amit az eldobható fényrudakban használnak a hidrogén-peroxid mellett, mivel a két vegyület reakciójakor a kemolumineszcencia nevű jelenség játszódik le.
{\displaystyle \mathrm {\ C_{2}O_{2}Cl_{2}+2\ R{-}OH\rightarrow (C_{2}O_{4}){-}R_{2}+2\ HCl} }

### Karbonsav klórozás
Ha a vegyület karbonsavval lép reakcióba, az adott sav kloridja keletkezik.
{\displaystyle \mathrm {\ C_{2}O_{2}Cl_{2}+R{-}COOH\rightarrow CO+CO_{2}+HCl+R{-}COCl} }

### Reakciója ammóniával
Ha ammónia-gázzal lép reakcióba a vegyületből oxálsavamid lesz.
{\displaystyle \mathrm {\ C_{2}O_{2}Cl_{2}+2\ NH_{3}\rightarrow (C_{2}O_{2})(NH_{2})_{2}+2\ HCl} }
(ha dietil-aminnal reagáltatjuk N,N-dietil-oxálsavamid keletkezik)

### Reakciója aromás szénhidrogénekkel
Minden halogénezett karbonsav és alkán reakcióba lép aromás szénhidrogénekkel katalizátor jelenlétében. Az oxalil-klorid esetében halogénezett karbonsavról beszélünk, és ha halogénezett karbonsav lép reakcióba aromás vegyülettel katalizátor (pl. AlCl3) jelenlétében, akkor Friedel–Crafts acilezésről beszélhetünk.(Ha halogénezett alkán reagál aromás szénhidrogénnal, azt Friedel–Crafts alkilezésnek nevezzük. Ezek a Friedel–Crafts-reakciók).
A reakció pl. benzollal:
{\displaystyle \mathrm {\ C_{2}O_{2}Cl_{2}+2\ C_{6}H_{6}\rightarrow C_{6}H_{5}{-}C_{2}O_{2}{-}C_{6}H_{5}+2\ HCl} }

## Előállítása
Az oxalil-kloridot oxálsavból és foszfor-pentakloridból állítják elő, hidrogén-klorid és foszforil-klorid melléktermék képződése közben.
{\displaystyle \mathrm {\ C_{2}O_{4}H_{2}+2\ PCl_{5}\rightarrow 2\ POCl_{3}+2\ HCl+C_{2}O_{2}Cl_{2}} }

## Fordítás
- Ez a szócikk részben vagy egészben  az   Oxalyl chloride című angol Wikipédia-szócikk fordításán alapul.  Az eredeti cikk szerkesztőit annak laptörténete sorolja fel. Ez a jelzés csupán a megfogalmazás eredetét és a szerzői jogokat jelzi, nem szolgál a cikkben szereplő információk forrásmegjelöléseként.